# Lee Wan-koo
Lee Wan-koo (Contea di Cheongyang, 2 giugno 1950 – Seul, 14 ottobre 2021) è stato un politico sudcoreano, Primo ministro della Corea del Sud dal 17 febbraio al 27 aprile 2015.

## Biografia
Lee nacque a Cheongyang, nella provincia del Chungcheong Meridionale. Dopo essersi laureato all'Università di Sungkyunkwan, iniziò a lavorare come pubblico ufficiale presso il Ministero della strategia e delle finanze e, successivamente, per l'Agenzia nazionale di polizia. Dal 1982 al 1984, studiò presso l'Università statale del Michigan, dove ricevette un Master of Arts in giustizia penale. Dal 1986 al 1989, lavorò invece al Consolato Generale della Repubblica di Corea con sede a Los Angeles, negli States.
Successivamente, Lee entrò nel mondo della politica e aderì al New Korea Party (l'attuale Partito Saenuri). Alle elezioni legislative del 1996, fu eletto membro dell'Assemblea nazionale di Corea, mentre in quelle del 2006 fu eletto governatore della provincia del Chungcheong Meridionale, carica che ricoprì fino al 23 novembre 2009.
Il 23 gennaio 2015, Lee fu nominato Primo ministro della Corea del Sud dal presidente Park Geun-hye. Iniziò ad esercitare la sua carica il 17 febbraio, dopo aver ottenuto, il giorno precedente, la fiducia dell'Assemblea nazionale con 148 sì, 128 no e 5 astenuti. Si dimise dal suo incarico il 27 aprile dello stesso anno, dopo che fu accusato di corruzione.
Lee Wan-koo è morto nel 2021 a causa del mieloma multiplo che lo affliggeva da molti anni.